# ヘルマン・クライデル
ヘルマン・クライデル（Herman Justus Kruyder、1881年6月7日 - 1935年4月29日）はオランダの画家、工芸家（ステンドグラス作家）である。

## 略歴
ユトレヒト州のバールンで生まれた。父親はバーンの学校の校長を務めた人物である。クライデルはバールンの中学校の教師から絵を学んだ後、ウォルメルフェール(Wormerveer)で塗装の仕事につき、夜は絵画教室で学んだ。1900年からハールレムの工芸学校で学ぶことができ、1903年に卒業すると、デルフトのガラス工芸の工房で働いた。その工房には画家のヤン・マンケス(Jan Mankes: 1889–1920)も働いていた。、
1907年にハールレムに移り、風景画家を目指した。両親の家に住み、美術家グループ「Kunst zij ons doel」に入会するが、このグループは保守的ですぐに新しい美術家グループ「De Vijfhoek」を立ち上げた。精力的に作品を描き、1912年にアムステルダムの美術家グループに入会し、その展覧会に出展した。フランスのキュビスムの画家、アンリ・ル・フォーコニエやベルギーの表現主義の画家、ギュスターフ・デ・シュメトやフリッツ・ファン・デン・ベルヘといった前衛的な画家から影響を受けた。オランダで始まった「ベルゲン派」の美術運動に参加した画家の一人になった 。
1916年に画家のヨー・ボーマン(Jo Bouman: 1886–1973) と結婚しヘームステーなどで活動した。1920年代半ばにうつ病になり作品は陰鬱な色彩になった。

## 作品

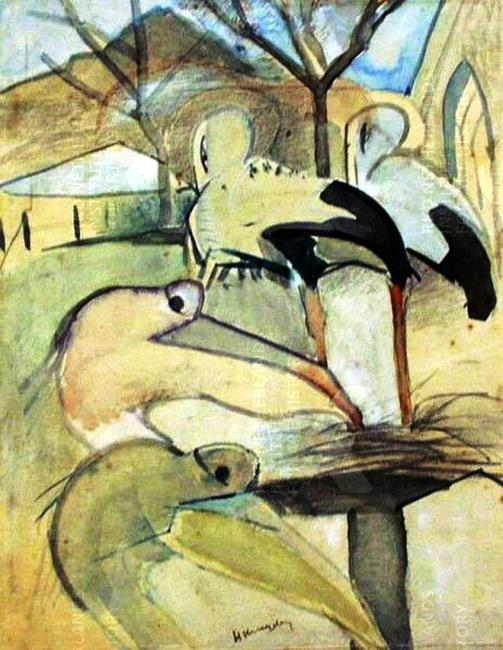
ペリカン(c.1920)
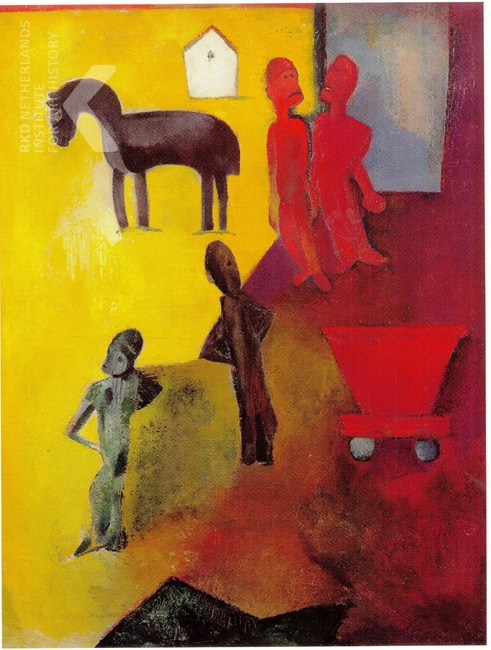
"Strike"(c.1925)
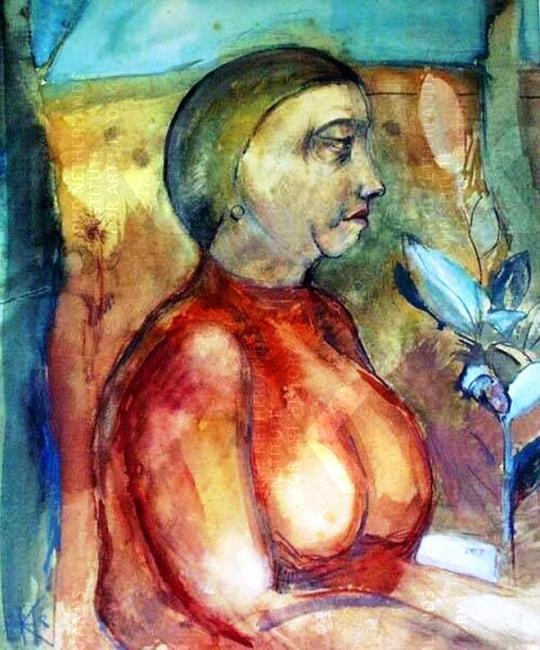
妻の肖像画(1920/1924)
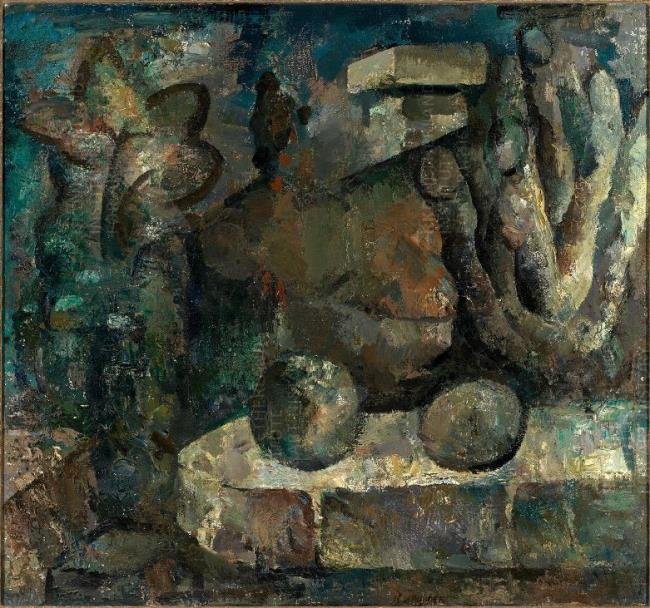
last landscape(1934)

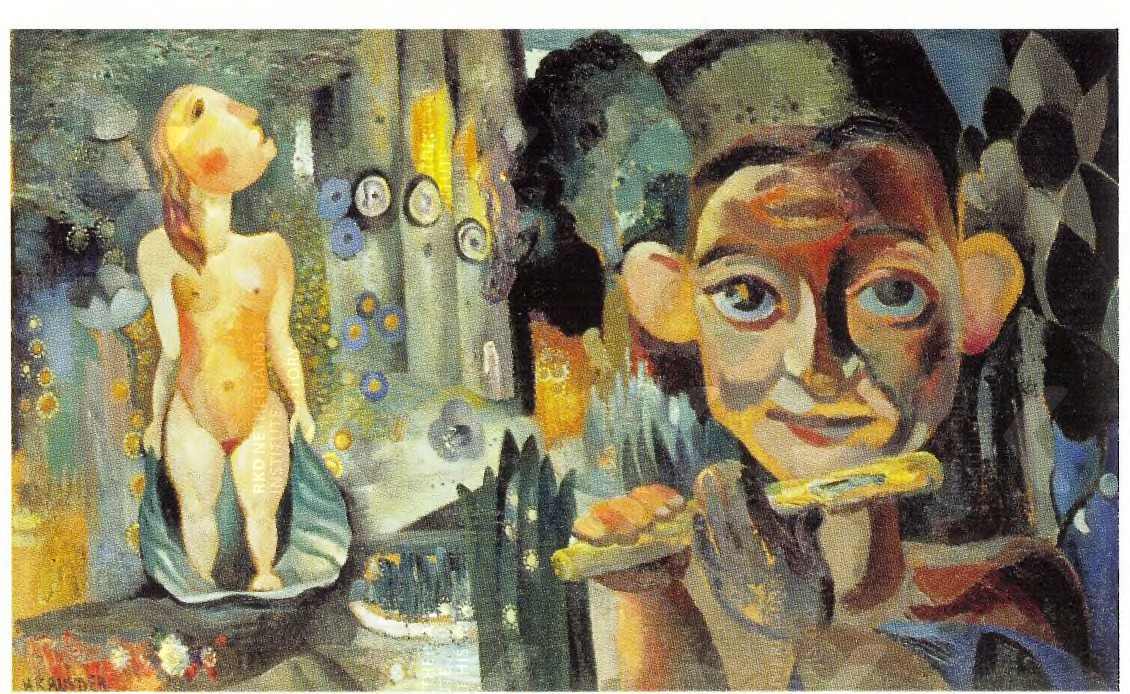
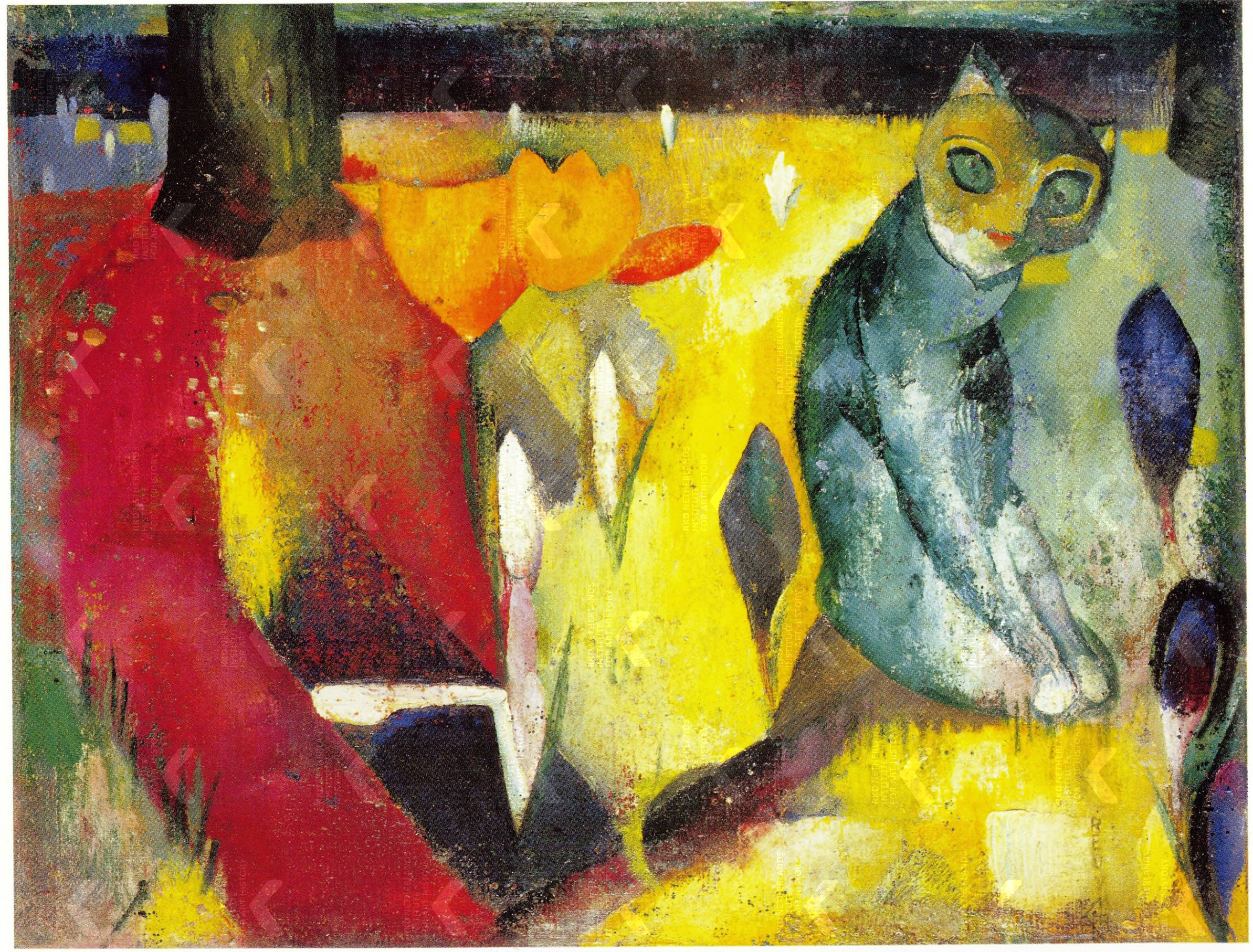
猫(1925)
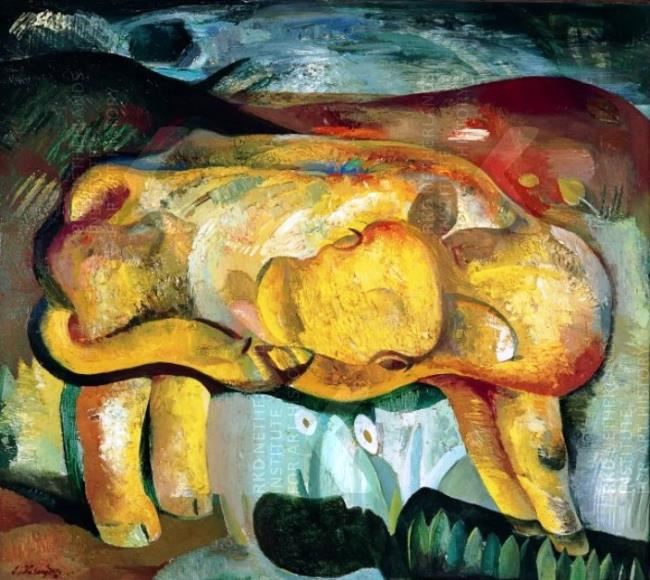
牡牛